# Woodlawn (Kentucky)
Pour les articles homonymes, voir Woodlawn.
Woodlawn est une ville américaine située dans le comté de Campbell, dans le Kentucky. Selon le recensement de 2020, sa population est de 212 habitants.